# Отношения Бельгии и Иракского Курдистана
Отношения Бельгии и Иракского Курдистана — двусторонние отношения между Иракским Курдистаном и Бельгией. Бельгия не имеет представительства в Иракском Курдистане, как и Курдистан не имеет представительства в Бельгии. Представительство Иракского Курдистана в Европейском союзе находится в столице Бельгии Брюсселе. Бельгия имеет военное присутствие в Иракском Курдистане, где около 30 бельгийских солдат обучают курдских солдат (Пешмерга). В 2017 году курдский президент Масуд Барзани посетил Бельгию и встретился с министром-президентом федерального региона Фландрия Гертом Буржуа, где последний заявил, что предстоящий курдский референдум в сентябре 2017 года следует уважать и вице-премьер-министр федерального правительства Бельгии Ян Жамбон заявил, что все нации имеют право на самоопределение.

## История

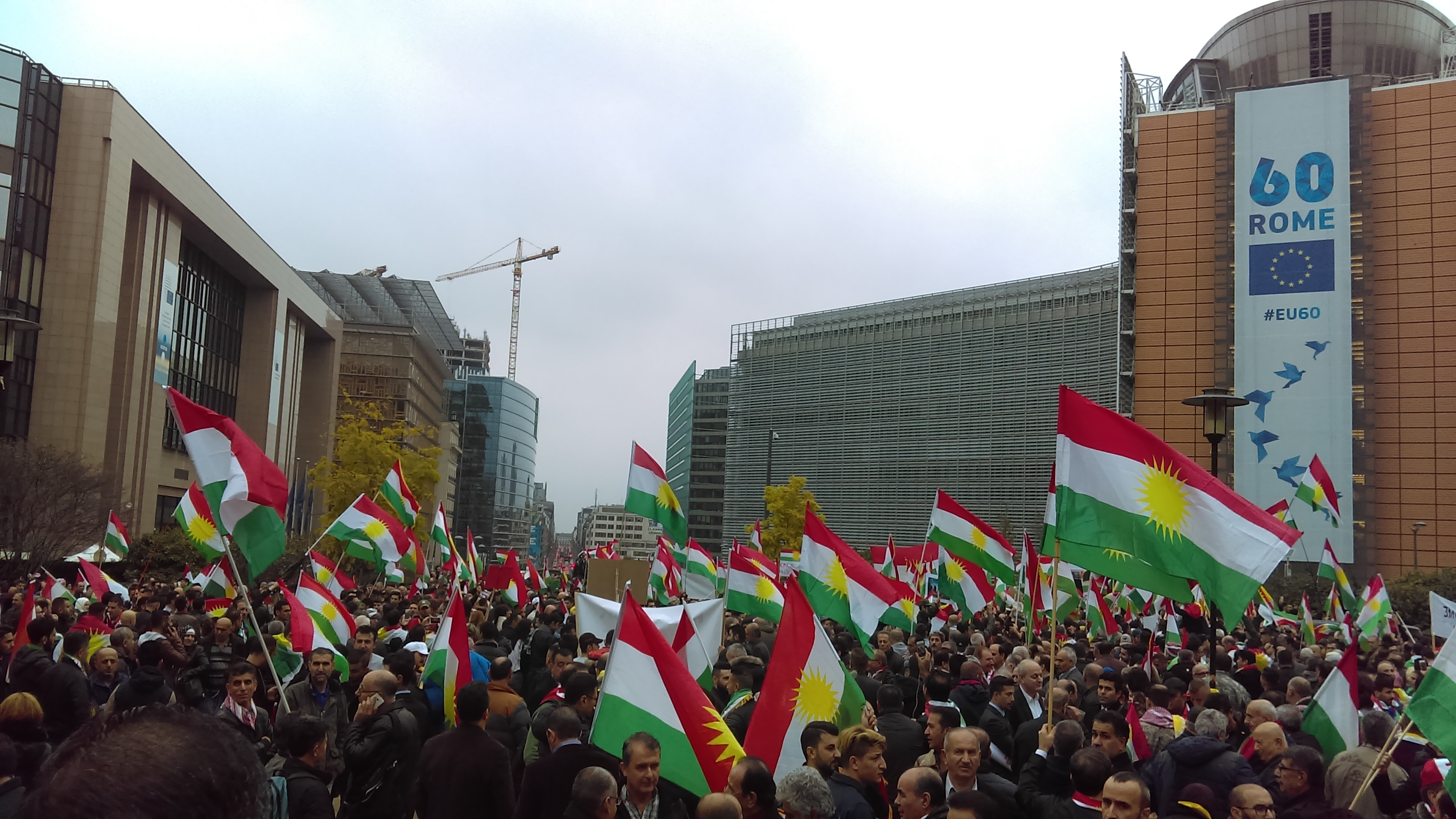
Курдская демонстрация в Схумане, Брюссельский столичный регион, 25 октября 2017 года

Министр иностранных дел Бельгии Карел де Гюхт посетил Эрбиль в мае 2009 года, чтобы обсудить экономические связи с курдским президентом Масудом Барзани. В 2016 году правительство Бельгии доставило 41 партию медицинской помощи курдским солдатам, а региональное правительство Фландрии приняло решение оказать медицинскую помощь раненым бойцам пешмерга. В 2014 году Фландрия уже помогла Курдистанскому региону с 400 000 евро на канализацию и водоснабжение через Красный Крест. В том же году бельгийский политик Жорж Даллемань сказал, что: «Курдистанский регион проделал впечатляющую работу по размещению ВПЛ ([внутренне перемещённых лиц]) и беженцев, а также по защите гражданских лиц, этнических и религиозных меньшинств от варварских действий террористов Исламского государства». Бельгия также решила выделить Иракскому Курдистану 13,5 млн евро, чтобы справиться с растущим числом внутренне перемещённых лиц. В 2017 году Бельгия и Иракский Курдистан подписали соглашение о депортации осуждённых курдских беженцев в Бельгии.